# ليلى إيبكتشي
ليلى إيبكتشي (بالتركية: Leyla İpekçi) (ولدت في 13 أكتوبر عام 1966 في مدينة إسطنبول) صحفية تركية، وكاتبة السيناريو ومؤلفة.

## حياتها
تعد ليلى إيبكتشي إبنة شقيق عبدي إيبكتشي. وعقب إنهاء ليلى إيبكتشي لتعليمها الثانوي بمدرسة «سانت ميشيل» الفرنسية. وتخرجت ليلى من قسم علم الإجتماع بجامعة الفوسفور. وتزوجت ليلى إيبكتشي بالمخرج سميح كابلان أوغلو في شهر يونيو عام 1999.

## حياتها الأدبية
وخلال أعوام 1985 – 1986 عملت ليلى إيبكتشي كمراسلة صحفية في دار نشر التنمية الأنثوية، وفي عام 1988 عملت في دار النشر الدوري، وخلال أعوام 1989 – 1990 عملت في المجلات الشهرية (دار نشر الشمس) للرجال، وفي عام 1991 عملت في مجلة أكتويل، وفي عام 1992 عملت في مجلة تيمبو الأسبوعية. وشغلت ليلى إيبكتشي منصب مدير تحرير المقالات بمجلة افتتان في عام 1993 ثم شغلت منصب محرر في مجلة أكتويل في عامي 1994 – 1995 كما أنها شغلت منصب رئيس تحرير النشر العام في مجلة إسكوير في عام 1995.
أجرت ليلى إيبكتشي مقابلات صحفية يوم الأحد في جريدة القرن الجديد في عام 1995 وفي جريدة الحرية في عام 1996. ونشرت أيضاً مقالات في جريدة «الأحد بالجريدة» حيث أنها مديرة تحرير المقالات بها. وكتبت ليلى إيبكتشي مقالات في جريدة راديكال حتى مطلع عام 2006<"Radikal gazetesindeki yazıları". Radikal. Erişim tarihi: 05 Temmuz 2009.</ref>. ثم بعد ذلك كتبت ليلى إيبكتشي مقالات بالعمود في جريدة الوقت لمدة عامين ونصف العام. ثم بعد ذلك انتقلت لجريدة الحزب في يونيو عام 2008. وواصلت ليلى إيبكتشي كتابة مقالات في العمود بعنوان «ساعات» وذلك لمدة ثلاثة أعوام في جريدة الحزب. ومنذ يوليو عام 2011 بدأت ليلى إيبكتشي في كتابة مقالات بالعمود مرة أخرى في جريدة الوقت. وفي نهاية عام 2013 واصلت ليلى إيبكتشي كتابة مقالات بالعمود في جريدة الشفق الجديد وذلك عقب تقديمها لاستقالتها ورحيلها من جريدة الوقت.
أعربت ليلى إيبكتشي في مقالتها في 26 يونيو عام 2008 «أن كاتب المقالات بالعمود أوراي إيين قد تعلم في أمريكا من خلال منحة دراسية من جولن». وصرحت ليلى إيبكتشي بأنها ستبحث عن حقوقها القانونية واعترضت على هذا الخبر في الشكل التالي «انا لم أوطئ قدمي في أمريكا في حياتي. وكلما تنوعت هذه الأخبار كلما كانت محرجة للغاية وقبيحة أيضاً». وكان لا أساس لهذه الشكوى التي قُدمت لمجلس الصحافة وذلك بسبب المقالة التي تُدعى «أكبر عقبة أمام حزب الشعب الجمهوري الجديد»  والذي نُشر في 3 أبريل عام 2009.
بدأت الكاتبة في عام 2012 في تغطية كل مطالب الاعتقادات.

## الجوائز التي حازت عليها
•	جائزة المركز الأول عن رواية «مايا» في مسابقة «الطبعة الأولى لأول كتاب» بالمجلة الفنية القومية في عام 1998.
•	جائزة «كاتب العام» من اتحاد الكتاب التركي في عام 2007.
•	جائزة «أفضل كتاب بالعام» في مجال المقالات من إيسكادير و «حلم الليلة الثاني» في عام 2011.

## أعمالها
•	مايا
•	مايا سنان
•	الشر الأول
•	النار والحديقة
•	المكان الذي كنت به شخصاً آخراً
•	وليمة العشاء \ مقالات متعلقة بالعلاقات بين الذكور والإناث والمتعلقة بالذاتية
•	الحياة مثل حبيب ما \ ذات صلة بالحرب، والهوية والوجدان
•	حلم الليلة الثاني
•	مدينتي المحبوبة
•	قد صاغت كتابها الأخير بعنوان «خمس مرات في إسطنبول» مع أوميت ميريتش، وسعد الدين أوكتين، وسيناي دميرجي وحسين خاتمي.

## وصلات خارجية
•	مقالات العمود بعنوان «ساعات» في جريدة الحزب نسخة محفوظة 22 يوليو 2008 على موقع واي باك مشين.
•	مقالات العمود في ملحق يوم الأحد بجريدة الوقت نسخة محفوظة 17 يونيو 2015 على موقع واي باك مشين.
•	مقالات في ملحق الفيروز بجريدة الوقت
•	مقالة بالكتاب «المكان الذي كنت به شخصاً آخرا ً» بجريدة الوقت، عام 2006
•	عن الكتاب المسمى «الحياة مثل حبيب ما» مع ليلى إيبكتشي – تيمبو، عام 2007